# Мехоноиди
Мехоноиди (енгл. Mechonoids), понекад потипсивани и као Механоиди, измишљени су роботи у британској научнофантастичној телевизијској серији Доктор Ху у епизодама „Смрт Доктора Хуа” и „Планета одлуке” из 1965. године. Осмислио их је сценариста Тери Нејшон, дизајнирао Рејмонд Кјузик, а изградило Инжењерство Шокрафт.
У наративу серије, Мехоноиди су роботи послати на планету Механус да је припреме за земаљску колонију. Колонисти никада нису стигли, али су роботи који су се сами поправљали изградили и одржавали град. Када су Први Доктор и његови сапутници стигну на Механус, имали су проблема да комуницирају са роботима. Потом се појавила група Далека која путује кроз време и прогони Доктора и његове пријатеље, а Мехоноиди су бранили свој град у жестокој борби. И Далеци и Мехоноиди су уништени у борби, што је омогућило Доктору и његовим сапутницима да побегну.
Замишљени као непријатељи најпопуларнијих чудовишта серије Далека, екипа серије се надала да ће се Мехоноиди показати подједнако привлачним за публику, појављујући се у даљим причама и продајући тематску робу као и Далеци. Нажалост, гломазни Мехоноидни реквизити показали су се оптерећујућим у студију, а продуценти су брзо одлучили да неће бити повратка ових створења. Неколико играчака Мехоноида је било понуђено на продају, али нису могли да се такмиче са најпродаванијим Далецима. Мехоноиди су били укључени у приче из стрипова као непријатељи Далека 1965. и 1966. године, а ретко су се појављивали у каснијем спиноф медијима Доктора Хуа.

## Настанак
Сценариста Тери Нејшон представио је роботе у „Смрт Доктора Хуа“. Првобитно је створења назвао Мехони (изговара се Meck-ons), а први нацрт његовог сценарија их је описао:
"То је механички робот који се креће по истом начелу као и Далеци... без ногу. [Он] је у облику велике кугле. Благо конвексан на врху... Замислите капистан са наглашеним врхом. Ница.. антене... постоји велики број трепћућих дискова уграђених у површину Мехона... глас би могао бити произведен на исти начин као и глас на снимку Спаркијевог чаробног клавира." 
У епизоди „Планета одлуке“, Нејшон је замислио Мехоне да држе путнике у људском зоолошком врту заједно са насуканим астронаутом који је стигао пет година раније и којег су роботи ухватили. Ћелија је описана као намештена као земаљски стан од пре четири стотине година.
Пошто је примила Нејшонов нацрт, продуценткиња Верити Ламберт му је писала тражећи измену позадине Мехона пошто је тренутни нацрт превише сличан непроизведеној причи „Господари Луксора“ и можда буде представљао проблеме са ауторским правима. Она је предложила да би уместо да Мехони успоставе људски зоолошки врт „могли бити програмирани да затворе све новопридошле који немају знања о саставу декодирања који користе очекивани колонисти“.
Име робота је промењено из Мехон у Мехоноид током раздобља производње како их не би помешали са зликовцем по имену Мекон који се појављује у стриповима Ден Дер. Међутим, у готовом програму постоји помињање на "Мехона" јер је име промењено пошто је снимљен унапред снимљени дијалог Далека.
Док су изворни сценарији ликове називали Мехоноиди, име је често погрешно написано као „Механоид“ као и у одјавној шпици епизоде „Смрт Доктора Хуа“. (Грешка је исправљена у одјавној шпици следеће епизоде.) Погрешно написан „Механоид“ се такође увелико користио у продаји и у штампи, међу којима су били и стрипови ТВ Века 21 из 1965/66. и годишњак Свет Далека из 1965. године.

## Израда
Пошто су се продуценти надали да ће Мехоноиди ухватити нови модни тренд, одлучили су да значајан проценат буџета приче уложе у изградњу. Дизајнер Рејмонд Кјузик је подстрекнут геодетском израдом америчког архитекте Ричарда Бакминстера Фулера са површином подупирача украшеном узорком троуглова који се међусобно спајају. Отприлике округла кућишта су направљена првенствено од фибергласа у два дела. Три механоидна реквизита произвело је "Инжењерство Шокрафт", друштво које је такође производило Далек реквизите, што је коштало производњу 812 фунти. Требале су им две недеље за изградњу.
Мехоноиди немају препознатљива лица, само комплекс антена на врху. Имају два дуга крака клешта која се пружају од средине геодетске структуре. Опремљени су дисковима за оружје, а један од три реквизита је имао радни бацач пламена за борбу са Далекима.
Сваки Мехоноид је био довољно велик да у њега стану две особе током снимања: оператер и техничар за специјалне ефекте. Оператер је могао да помера реквизит ногама, испружи антену и помера руке и диск пиштоља. Техничар би управљао бацачем пламена. Светла на подупирачу су се палила када је робот проговорио. Према књизи Доктор Ху: Цела историја, „За један снимак Мехоноида којег је уништио Далек, специјална претходно исечена горња купола је била постављена да се сруши на знак, а дим лажни дим пуштају механичари унутар одливака.“
Оператери које је ангажовао редитељ Ричард Мартин раније су радили са њим на серијалима у којима се појављују Далеци или Зарбији (из приче Планета мрежа из 1965. године). Марфи Грамбар је радио на Мехоноидима виђеним у епизодама „Смрт Доктора Хуа” и „Планета одлуке”, а придружили су им се Џек Пит и Џон Скот Мартин у „Планета одлуке”.
Електронски обрађен Мехоноидни глас који је извео Дејвид Грејем био је храпав и тежак за разумевање. Дијалог робота је написан у пастишу рачунарског кода. На пример, Мехоноидов први ред дијалога у епизоди „Смрт Доктора Хуа” је „Осам стотина – тридесет – Мехоноид – енглески – унос – унос“.

## Снимање
Врхунска битка Мехоноида са Далецима снимљена је у студију "Илинг" на бини 3А/Б у среду 14. и четвртак 15. априла 1965. Ти дани су такође искоришћени за снимање филмских уметака "Шокрафтове" макете Мехоноидског града који је израдио Кјузик.
Према књизи Доктор Ху: Цела историја, „Иако је сценарио захтевао да Мехоноидски град гори и сруши се у џунглу испод, одлучено је да се избегне уништавање макете у случају да буде потребна у даљој причи о Мехоноидима. Ефекат је постигнут унакрсним преласком између снимка модела и снимка вулканске ерупције и експлозије ефеката, нови дијалог Мехоноида је био прекривен док је највећи део дијалога о Далецима уклоњен из ранијих епизода, посебно епизоди Крвници“.
Снимање 5. епизоде одржано је у петак 28. маја у студију "Риверсајд". Епизода 6 је снимљена у "Риверсајду" у петак 4. јуна.
Проблеми настали током снимања са померањем гломазних реквизита довели су до брзог краја планова продукције за реванш меч између Далека и Мехоноида. Кућишта робота су била широка 14 cm плус додатних 45 cm за њихово оружје на извлачење и било их је тешко створити. Само два од три конструисана су коришћена за снимање у "Риверсајду". Године 1986. у интервјуу уредник сценарија Денис Спунер се присећа: „Нико не би могао да издржи проблеме да је схватио. Било им је једноставно физички немогуће да улазе и излазе из студија.“

## Објављивање и емитовање
Дана 14. априла 1965. продукција је одржала изјаву за штампу у студију "Илинг" како би показала најновије чланове глумачке поставе серије. Продуценткиња Верити Ламберт заиграно је сликана како пали цигарету из механоидног бацача пламена.
Фотопозив је успео да привуче позитивну пажњу штампе следећег дана. Дневно огледало је објавило извештај под називом „Механоиди изазивају Далеке“, тврдећи: „Следећа механичка чудовишта која ће напасти у серији Доктор Ху на ББЦ-ју довољна су да чак и Далеке избију у осип од рђе“. Дневни експрес је штампао Ламбертину слику са насловом „Ја? Ја сам механоид“, а помиње се и у Дневној пошти и Дневном телеграфу.
Две епизоде у којима се појављују Мехоноиди су епизоде „Смрт Доктора Хуа” (емитована 19. јуна 1965.) и „Планета одлуке” (емитована 26. јун 1965. године).

## Продаја
Продуценти су се надали да ће се Мехоноиди показати довољно популарним да подрже широку линију робе као што су имали Далеци. Дан након изјаве за штампу од 14. априла, канцеларија за производњу је већ примала упите од могућих дозвола са питањем о Мехоноидима.
"Пластика Херц" је 1965. године издала ихрачку Далек и "Механоид" као ексклузиву за продавнице "Вулвортс". Продаја Далека била је много већа од Механоида, а линија је прекинута.
Играчке "Шерил", које су имале успеха са својим Далек комплетима, такође су покушале да искористи Мехоноиде, производећи пластичне играчке од 50 милиметара у црној, светло плавој и сребрној боји који су се могли разбити на одвојиве делове и поново саставити у различитим комбинацијама боја. Играчке се нису добро продавале, али "Шерил" је успео да пренамени Мехоноидне калупе са неким изменама како би створила пластичне „Свемирске бродове“ за своју линију играчака „Астронаути“.
Мехоноидне моделе су такође производили "Fine Art Castings" 1986. године, "Media Collectables" 2001. и "Eaglemoss" 2016. године.

## Стрипови
„Механоиди“ су се појавили у годишњем издању „Света Далека“ Souvenir Press-а из 1965. године у стрипу под називом „Свет који чека“. У причи, Далеци се враћају Механу у још једну битку. Док Механоиди добијају предност, Црни Далек користи моћну разделницу атома која уништава Механоидни град.
„Механоиди“ су се такође борили против Далека на страницама стрипа ТВ 21. век 1965. и 1966. Публикација је садржала недељну серију на једној страници Далеци која је метална чудовишта у пуној боји приказивала као освајаче галаксија. Механоиди су представљени у серији у броју 47 (11. децембар 1965.) чиме је започела прича од пет издања о сукобу Далека и Механоида у свемиру. Вратили су се у броју 62 (26. март 1966.) ради приче о Далецима који циљају одбеглу планету на родни свет Механоида. Последњи пут су се појавили у броју 69 (14. мај 1966).

## Пријем
Савремени преглед у Сцена и телевизија данас похвалио је епизоду „Планета одлуке”, при чему је Марџори Норис написала: „Сцена битке између две супротстављене армије робота — Далека и Механоида — вођена је маштовитошћу и генијалношћу да се обезбеди спектакл једнако узбудљив као и многи који су остварени по далеко већој цени у играним филмовима”.
Тат Вуд и Лоренс Мајлс су замаглили поглед на Мехоноиде у својој књизи О времену, том 1, пишући: „И то је идеја човечанства о серво-роботу, зар не? Непрактично велика и неспретна метална лопта која се креће веома, веома споро и нема очигледних функција осим за изградњу ходника који су флагрантно премали за то. Зар не би било пожељније нешто мање/свестраније?” Елизабет Сандифер се сложила у ТАРДИСс Ерудиторум, том 1: „Ствар је у томе што је у шестој епизоди брзо јасно да су Механоиди смеће и сви то знају. (Па, осим Нејшна)... Механоиди, у ствари, спадају међу најнесувисла чудовишта која смо икада видели."

## Наслеђе
Рат Далека (1997), роман са Осмим Доктором ББЦ Књиг-а који је написао Џон Пил садржи Мехоноид идентификован као Мехон 179. Ради као вртлар на планети Хесперус и уништен је помажући одбрани планету од најезде Далека.
Мехоноиди се појављују у аудио драми продукције "Big Finish" из 2005. Џагернаути Скота Алана Вударда у којој се појављују Шести Доктор и Мелани Буш. У овој причи, Даврос додаје људско нервно ткиво роботским механоидним шкољкама како би створио титуларне Џагернауте.
Треће издање Доктор Ху - Битке у часопису Време (2006) је садржало слику ратова Далека на две странице и пратећи текст под насловом Битка за планету Механус који приказује битку унутар Мехоноидног града.
У графичком роману Једини добар Далек из 2010. године, Мехоноиди су приказани као уништени од стране Далека, а неки који су преживели путују до људске свемирске станице где се спроводи истраживање о Далецима у нади да ће се пронаћи начин да их победе.
Анимирана серија Далеци 2020! укључивала је Мехоноиде у три поглавља: трећем Планета Механоида, четвртом Смртоносни савезник и петм и последњм Дан обрачуна.
У аудио драми "Big Finish"-а из 2021. Краљица Мехоноида, Ривер Сонг је приказана како влада градом Мехоноида. Роботи се такође могу видети у другој причи о Великој завршници из 2021. Васиона Далека: Кућа краљевства.